# Baia e Latina
Baia e Latina este o comună din provincia Caserta, regiunea Campania, Italia, cu o populație de 2.006 locuitori (1 ianuarie 2023) și o suprafață de 24,43 km².

## Demografie
Baia e Latina - evoluția demografică

|  | Graficele sunt indisponibile din cauza unor probleme tehnice. Mai multe informații se găsesc la Phabricator și la wiki-ul MediaWiki. |

Date: Recensăminte sau birourile de statistică - grafică realizată de Wikipedia